# Den lyskrævende fase
Den lyskrævende fase er den fase af fotosyntesen, som kræver tilførsel af energi i form af lys (fotoner). I løbet af denne fase dannes de enheder ATP og NADPH, som er nødvendige, for at den ikke-lyskrævende del af fotosyntesen (Calvins cyklus) kan forløbe uhindret, sådan at planten kan skabe et nettooverskud af organisk stof, når dagen er omme.
Lysenergien omdannes til kemisk energi gennem de lysafhængige processer. Denne produktion af kemisk energi er kun ca. 5-6 % effektiv, da hovedparten af det lys, som rammer planten, tibagekastes uden at blive optaget. Imidlertid bliver ca. 30-50 % af den energi, som opfanges, omdannet til kemisk energi. Produkterne fra de lysafhængige processer er ATP fra fosforyliseringen og NADPH fra fotoreduktionen. Begge bruges derefter som energikilder i de ikke-lysafhængige proesser.
Det er ikke alle bølgelængder af lys, der kan understøtte fotosyntesen. Den del af spektret, som er fotosynteseaktivt, har nøje sammenhæng med de forskellige farvestoffer i bladet. F.eks. hænger det aktive spektrum hos grønne planter sammen med klorofylets og karotenoidernes optagelsesspektrum, der topper inden for det blåviolette og røde lys. Hos rødalger svarer optagelsesspektret for fycobilinfarvestofferne til blågrønt lys, hvad der tillader algerne at vokse på vanddybder, der bortfiltrerer de længere bølgelængder, som bruges af de grønne planter. Den ikke-optagne del af lysspektret er den, som giver planterne deres farve (f.eks. grønne planter, røde alger eller violette bakterier), og som er den mindst effektive til fotosyntese i netop disse organismer.
Hos planterne foregår de lysafhængige processer i grønkornenes tylakoide membraner, og de udnytter lysenergi til fremstilling af ATP og NADPH. De lysafhængige processer har to former: de cykliske og de ikke-cykliske. 

## De fotokemiske processer
Lyset når til os i form af fotoner. Disse fotoner har et forskelligt energiindhold alt afhængigt af deres bølgelængder. En foton i rødt lys har mindre energi end en foton i blåt lys.
De forskellige farvestoffer optager lys af bestemte bølgelængder. For eksempel kan klorofylet udmærket opfange både rødt og blåt lys, men det har vanskeligt ved at opfange det grønne lys, som tilbagekastes og derved giver klorofylet dets farve. Karoteoiderne kan bedre opfange grønt lys end gult eller orange lys, fordi disse farver tilbagekastes fra farvestofferne.
Når et farvestof opfanger en foton, som har den rette bølgelængde, sætter det en af farvestoffets elektroner i en energirig tilstand. Denne energiforøgelse kan videregives på tre måder: enten ved at den bliver tabt i form af en foton eller som varme. Den tredje måde består i at energien bliver overført til et nyt stof, og på den måde bliver der næsten intet energitab.

### Fotosystem II
"Lysindhøstningskomplekser" (light harvesting complex eller LHC) er samlinger af farvestoffer (klorofyller, karotenoider og fycoerytrobilin), som skaffer den nødvendige energi til de fotosyntesens procescentre. Disse procescentre er de steder, hvor al energi indhøstet af LHC bliver samlet. I centret findes et klorofylmolekyle (enten type P680 eller type P700), som er forbundet med en elektronmodtager. Fotosystemet består altså af nogle LHC'er, som omgiver et procescentrum, og af flere forskellige molekyler, der kan transportere elektroner og protoner. Når man undtager nogle af elektrontransportørerne er alle molekylerne i fotosystemet anbragt op ad hinanden.
Ved den lyskrævende proces bliver lysenergi omdannet til kemisk energi (ATP). Samtidig dannes der et reduktionsmiddel, der bruges ved reduktionen af CO2, idet nemlig coenzymet NADP+   (Nicotinamidadenindinukleotidphosphat) midlertidigt bliver reduceret til NADPH ved anvendelse af to elektroner og én brint-ion (proton). Denne proces blev opdaget i 1954 af den US-amerikanske biolog, Daniel I. Arnon.

#### Lysopsamling
Først bliver lyset absorberet af de såkaldte lyssamlerkomplekser. Det er proteiner, som sidder bundet i nogle særlige membraner, tylakoid-membranerne, hvor de bærer de lysaktive farvestoffer. Ved opfangningen af lys bliver elektroner i farvestofferne drevet over i en energirig (eksiteret) tilstand. 

#### Elektrontransport
Denne overskudsenergi bliver ledet videre som en elektronstrøm via andre farvestoffer, indtil den til sidst når frem til et klorofylmolekyle, der betegnes som processens centrum. Her foregår der en redoxproces, hvor klorofylet bliver iltet, mens den første elektronbærer bliver reduceret. På den måde er det, at lysenergien bliver til kemisk energi.

#### Fotolyse af vand
Hos de fleste organismer med fotosyntese bliver klorofylet i fotosystem II (procescentrum) hævet til et højere energiniveau ved hjælp af den lysenergi, der formidles til det af lyssamlerkomplekserne. Den elektron, som frigives i hvert trin, bliver overført til det redox-aktive tyrosinlager, som derefter reducerer klorofyl A-varianten P680, der har rollen som den første, lysdrevne elektrondonor i fotosystem IIs procescentrum. Det betyder også, at klorofylet får et lavere redoxpotentiale, for klorofylet befinder sig efter optagelsen af lysenergien i en energirig tilstand, hvor det let kan afgive elektroner (kraftigt reduktionsmiddel, lavt redoxpotentiale). Elektronerne bliver videregivet fra det energirige klorofyl til stoffet plastokinon (PQ). 
De elektroner, der nu mangler i klorofylet, bliver dernæst erstattet ved spaltning af vand i elektroner, protoner og ½O2. Iltningen af vand fremkaldes ved en katalyse i fotosystem II, hvor der findes et redoxsystem, som indeholder fire manganioner. Dette iltfraspaltende kompleks binder to vandmolekyler og opbevarer de fire iltningsenheder, som skal bruges til at drive iltningen af vandet. Fotosystem II er det eneste kendte, biologiske molekyle, der kan udføre denne iltning af vand. Et spaltet vandmolekyle erstatter 2 elektroner i fotosystemerne, men da der samtidig dannes fri ilt, kaldes organismer med fotosystem II for iltdannende.

### Fotosystem I

#### Skabelse afNADPH
Fotosystem I udnytter lige som fotosystem II den opsamlede lysenergi til at få frigivet elektroner. I dette tilfælde opfanges elektronerne af stoffet ferredoxin (Fd), mens de tabte elektroner erstattes fra plastocyanin. Fra ferredoxinet bliver elektronerne overdraget til enzymet NADP+-reduktase, hvor  NADP+ bliver reduceret til NADPH.

#### Skabelse afATP
Transporten af H+-ioner ind i det indre af tylakoiderne skaber en protonforskel i forhold til grønkornenes stroma. Det driver enzymet ATP-syntase, som skaber det energibærende ATP ved fosforylering af ADP.

#### Cyklisk fotofosforylisering
Den cykliske elektrontransport i den lyskrævende proces drives af fotosystem I. Elektroner fra ferredoxin (Fd) bliver ikke givet videre til NADP+-reduktase, men tilbage til cytokromkomplekset, og på den måde returneres de atter til fotosystem I. Derfor dannes der intet NADPH, men udelukkende ATP. Da det drejer sig om et kredsløb, kaldes denne proces cyklisk fotofosforylisering.

### Resultat af de lyskrævende processer
Ved den ikke-cykliske elektrontransport vindes altså to ting: En energikilde i form af ATP (AdenosinTri<Phosphat) og et reduktionsmiddel i form af NADPH. NADPH er det vigtigste, reducerende stof i grønkornene, hvor det afgiver de energirige (”eksiterede”) elektroner, som bruges i andre processer. I takt med, at det bliver dannet, efterlades klorofylet med en mangel på elektroner (det bliver iltet), som må skaffes fra et andet reducerende stof. De energirige elektroner, som tabes fra klorofylet i fotosystem I, bliver erstattet fra elektrontransportkæden af stoffet plastocyanin.
Anvendelsen af lyssamlerkomplekser med forskellige farvestoffer har to fordele: For det første kan der udnyttes flere fotoner pr. tidsenhed, fordi de bliver opfanget og ledt videre på et større areal end det, som klorofylet i processens centrum dækker. For det andet kan der opfanges og udnyttes lys i flere bølgelængder end den, som klorofylet selv modtager, når der bruges farvestoffer med forskellige absorptionsspektre i lyssamlerkomplekserne.